# Диздар, Мак
Мехмедалия (Мак) Диздар (босн. Mehmedalija Mak Dizdar; 17 октября 1917 — 16 июля 1971) — один из самых значительных боснийских поэтов второй половины XX века.
Мак Диздар в своей поэзии вдохновлялся культурой богомилов в средневековой Боснии до турецкого завоевания, культурой и традициями исламского мистицизма и боснийского народного языка. Средневековые надгробные плиты — стечки являются важным мотивом в его стихах, и для него в метафорическом смысле представляет путь между могилой и звездами.

## Биография
Родился в Столацe в Боснии, где и учился в начальной школе. В 1936 году переехал в Сараево и поступил в гимназию. Во время Второй мировой войны участвовал в партизанском движении. Был арестован из-за участия в Народно-освободительной армии Югославии. Сестра и мать были отправлены оккупационными властями в концентрационный лагерь Ясеновац, где были убиты. После войны Диздар работал редактором ежедневной газеты «Освобождение», стал видной фигурой культурной жизни Боснии и Герцеговины. Став профессиональным писателем, он возглавил Союз писателей Боснии и Герцеговины и оставался на этом посту до самой смерти.